# Гинфорт

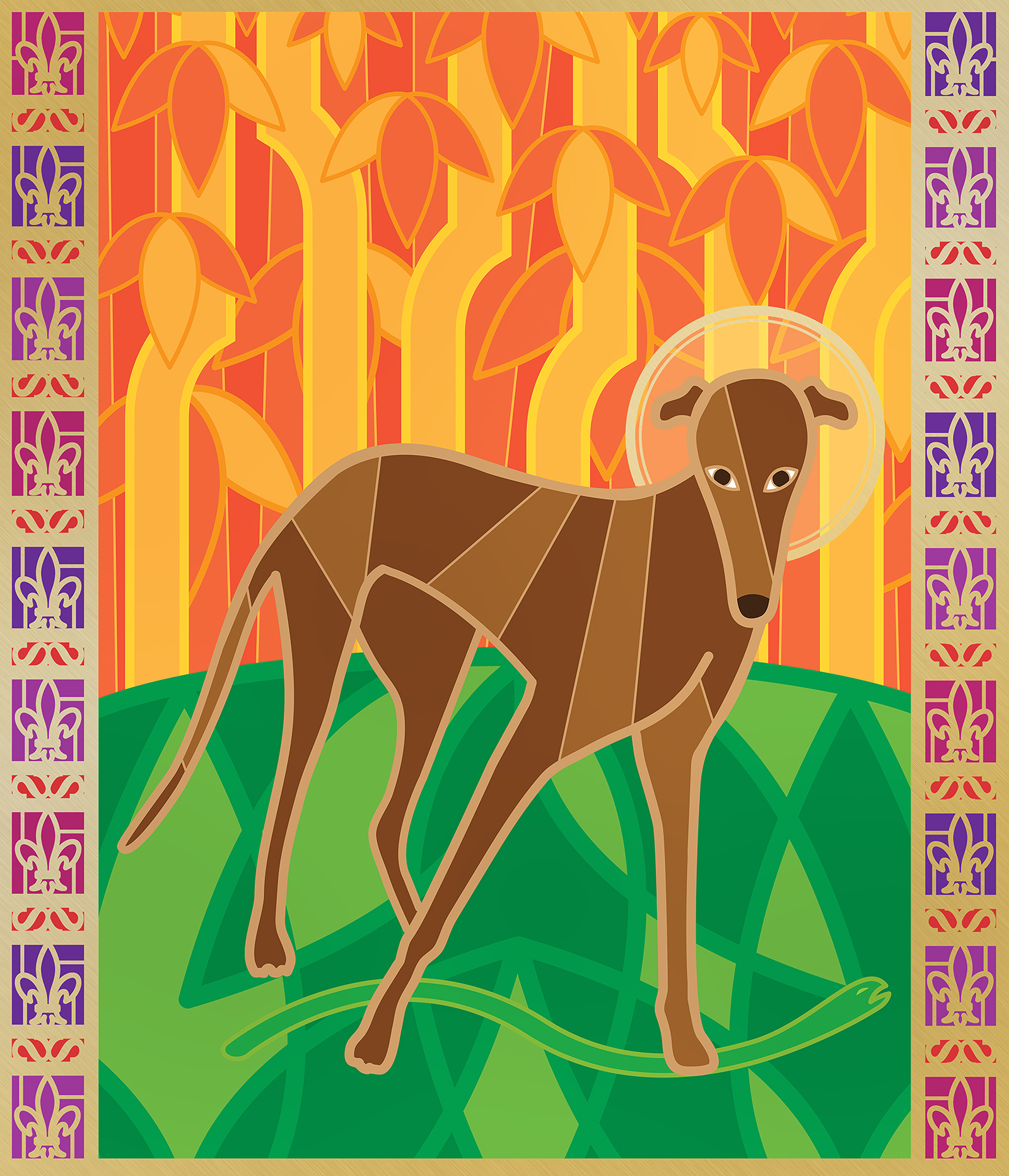
Гинфорт, современная иллюстрация

Гинфорт, или святой Гинфорт (фр. Saint Guinefort, лат. Guinefortis), — охотничья собака, пёс, живший в XIII веке в исторической области Домб, севернее Лиона, что на востоке Франции. Он почитался в крестьянской среде (в основном среди матерей) как местночтимый святой, не признанный официальной церковью. Поводом для почитания и отнесения Гинфорта к числу святых и мучеников, что осуждалось официальными церковными институтами, стали различные чудеса, совершавшиеся на его могиле.

## Этимология

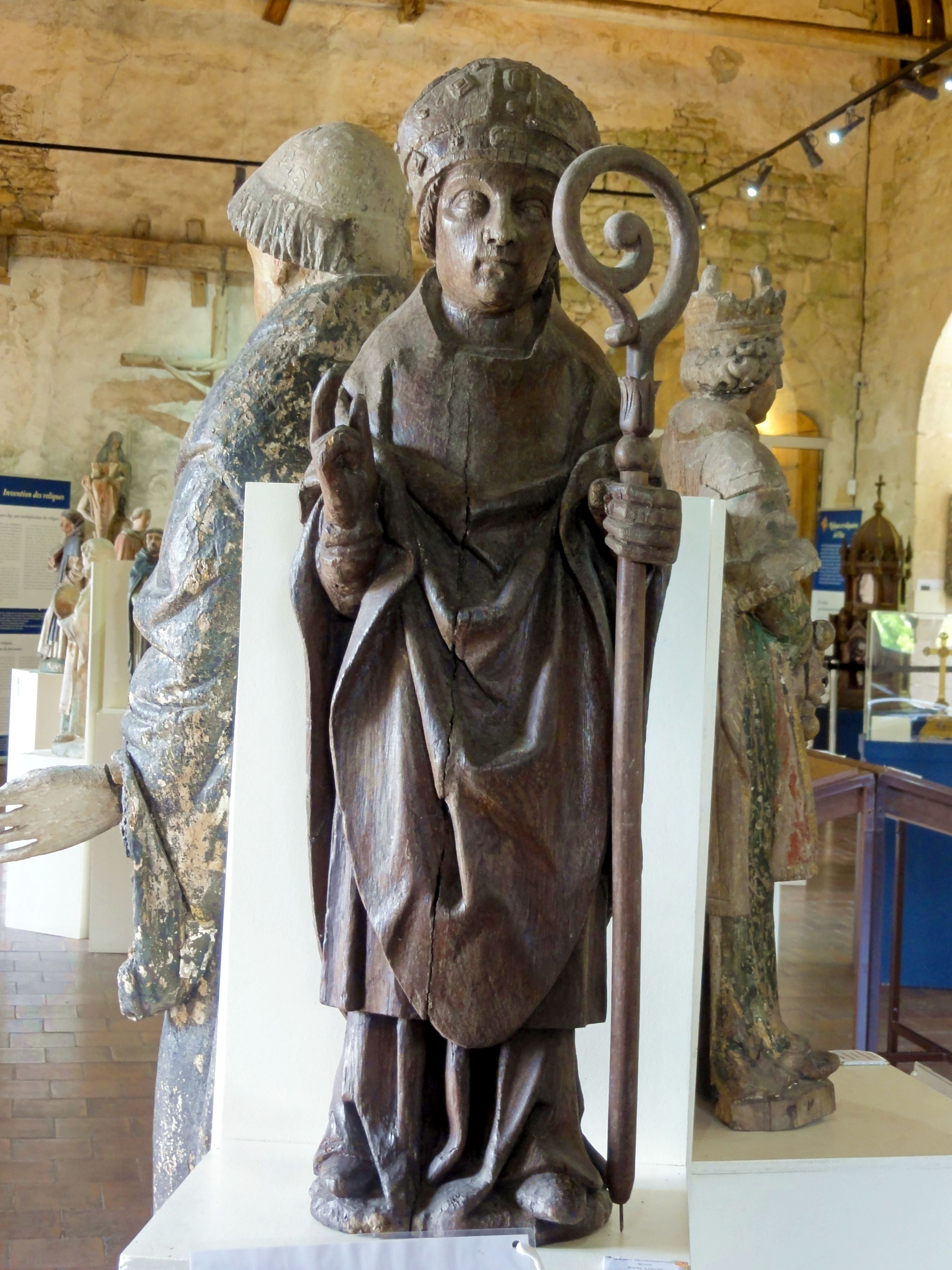
Статуя святого Гинфорта из церкви в Крепи-ан-Валуа

Существует несколько версий происхождения имени пса Гинфорт/Гинефор. Согласно народной этимологии, оно происходит от глагола «guigner», что в современном французском означает «трясти», «подмигивать», и суффикса «-форт», который часто использовался в кличках животных в XIII веке. Таким образом, согласно этой трактовке, пёс получил своё имя из-за того, что часто вилял хвостом. Согласно научной этимологии, корень guini- означает «процветание», «дружелюбие», довольно часто встречается в именах средневековых святых и имеет германское происхождение. Следует отметить, что культ святого Гинфорта был известен начиная с XI века в Северной Италии (Павия), а также зафиксировано почитание святых с этим именем в других частях Франции (возможна этимология, связанная с белым цветом, см. Гвиневра).

## Исторические сведения
Грейхаунд (canis leporarius у Э. де Бурбона) Гинфорт принадлежал одному рыцарю, жившему в своём замке в окрестностях Лиона возле монастырского поместья, которое называлось Новиль (Novile), на земле господина де Вилара (domini de Vilario). Однажды рыцарь отправился на охоту, оставив борзую Гинфорта охранять своего маленького сына. Когда рыцарь вернулся с охоты и вошёл в детскую комнату, то увидел, что в ней царит полный беспорядок — колыбель была перевернута, ребёнка нигде не было видно, а Гинфорт скалился на своего хозяина окровавленной пастью. Решив, что Гинфорт загрыз его сына, рыцарь в ярости убил собаку. И вдруг он услышал детский плач. Рыцарь перевернул колыбель и увидел своего сына, лежащего под ней, целого и невредимого, а рядом с ним — мёртвого «огромного змея» (по-видимому, гадюку). Оказалось, что Гинфорт убил змею, вползшую в детскую комнату, и спас ребёнка.

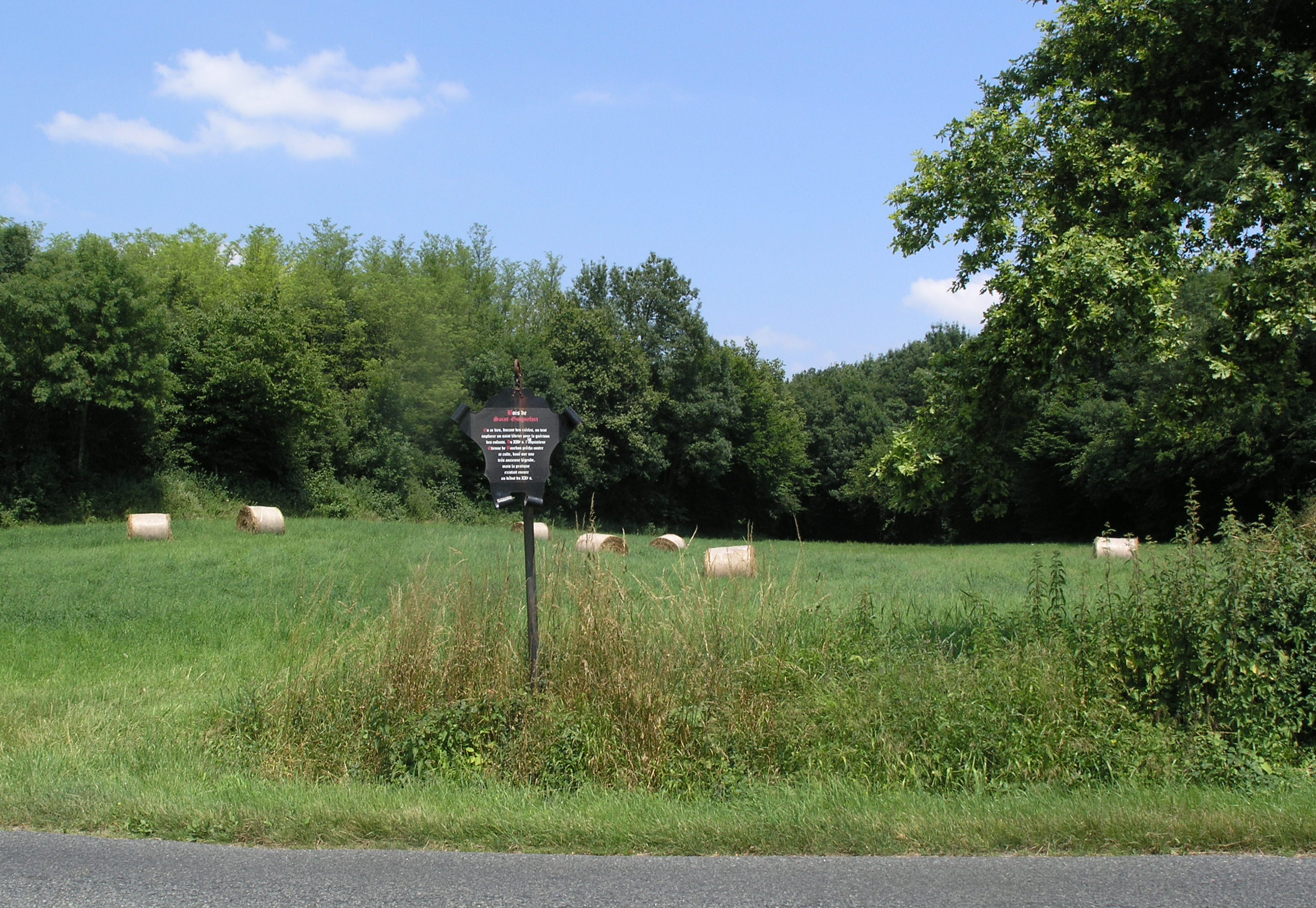
Роща с памятной табличкой, описывающей историю Гинфорта

Поняв свою ошибку, рыцарь и вся его семья с почестями похоронили собаку: бросили её на дно колодца у ворот замка, завалили его камнями и посадили вокруг места погребения деревья, устроив для Гинфорта склеп. Вскоре местные жители признали Гинфорта святым, заметив, что он покровительствует младенцам, и стали «почитать пса как мученика». К этому месту женщины стали приносить своих больных детей, совершать особый ритуал и обращаться с молитвами к Гинфорту.

### Особенности культа
Этьен де Бурбон, французский инквизитор — доминиканец XIII века, находясь в своих родных местах в Лионском диоцезе, услышал на исповеди о культе неизвестного святого по имени Гинфорт, после чего начал проводить расследование, так как он посчитал, что «Богу оскорбительны те суеверия, которые приписывают божественные достоинства демонам или другой какой твари». Прорицателям, гадалкам, приметам, ложным внушениям — порождениям дьявола — верит бесчисленное число глупцов. По его мнению  ритуалы в честь демонов и других существ имеют вид святотатственной насмешки над истинным паломничеством к святым местам.
Средневековый инквизитор приводит описание характерных особенностей культа «святого» Гинфорта. Крестьяне, «совращаемые дьяволом», повадились просить его об исцелении своих болезней и об удовлетворении различных нужд, при этом проводя разнообразные ритуальные действия. Рядом с местом поклонения проживала пожилая женщина, которая учила их, какие следует производить ритуалы, какие дары приносить демонам и как вызывать их. Придя на его могилу, женщины делали приношение солью и другими вещами, развешивали пелёнки ребёнка на окружающих кустах, вбивали гвозди в растущие там деревья, пропускали обнажённого ребёнка между стволами двух деревьев. При этом мать становилась с одной стороны, держала ребёнка и перебрасывала его девятикратно старухе, стоявшей с другой стороны. Они обращались с призывом к демонам и заклинали фавнов, живущих в Римитском лесу (лат. silva Rimite), взять этого слабого и больного ребёнка, принадлежавшего, по их словам, этим лесным духам, и вернуть им их младенца, которого те унесли с собой, и чтобы вернулось их «дитя упитанным и толстым, живым и здоровым». После этого матери оставляли своего ребёнка обнажённым в колыбели с соломенной подстилкой у подножия дерева, а с обеих сторон головы ставили свечи, которые поджигали и закрепляли их в стволе деревьев, отходя оттуда, пока они не сгорят. По словам Этьена де Бурбона, горящие свечи стали причиной смерти нескольких детей от огня.
Также он приводит следующие сведения:
Некая женщина также донесла мне, что, когда она фавнов призывала и отходила назад, то видела волка, выходящего из леса и идущего к ребёнку, которого, если только [она], проникшись материнским чувством, не подходила, волк, или дьявол в его образе, как она говорила, пожирал. Если же возвратившиеся к ребёнку находили его живым, относили его к некой быстроводной реке, протекавшей поблизости, называемой Шаларон (Chalarone), в которую ребёнка девять раз погружали; [этот ребёнок] получал весьма крепкое тело, если спасался, и ни тогда, ни сразу после этого не умирал.
С целью противодействия этому греховному культу, указывает Этьен де Бурбон в заключении своего «примера»:
Мы прибыли на это место и созвали людей земли и проповедовали против того, что было рассказано. Мы велели выкопать мёртвую собаку и срубить рощу и, вместе с тем кости упомянутой собаки равным образом повелели сжечь, и повелели хозяину земли издать эдикт о взысканиях и наказаниях для тех, кто к указанному месту по упомянутой причине так или иначе будет приходить.
Культ Гинфорта и ритуальные действия, производимые на его могиле, могут свидетельствовать о тесном переплетении народного язычества и религии официальной церкви. В дальнейшем католические богословы, встревоженные почитанием собаки как святого, обвиняли почитателей этого культа в принесении младенцев в жертву Гинфорту на его могиле в Римитском лесу — ныне лес Сен-Гиньефор (фр. Saint Guinefort), или святого Гинфорта. В XVII веке это место было известно как часовня Ги-ле-Фор (фр. Guy le Fort) к востоку от мельницы Крозо.

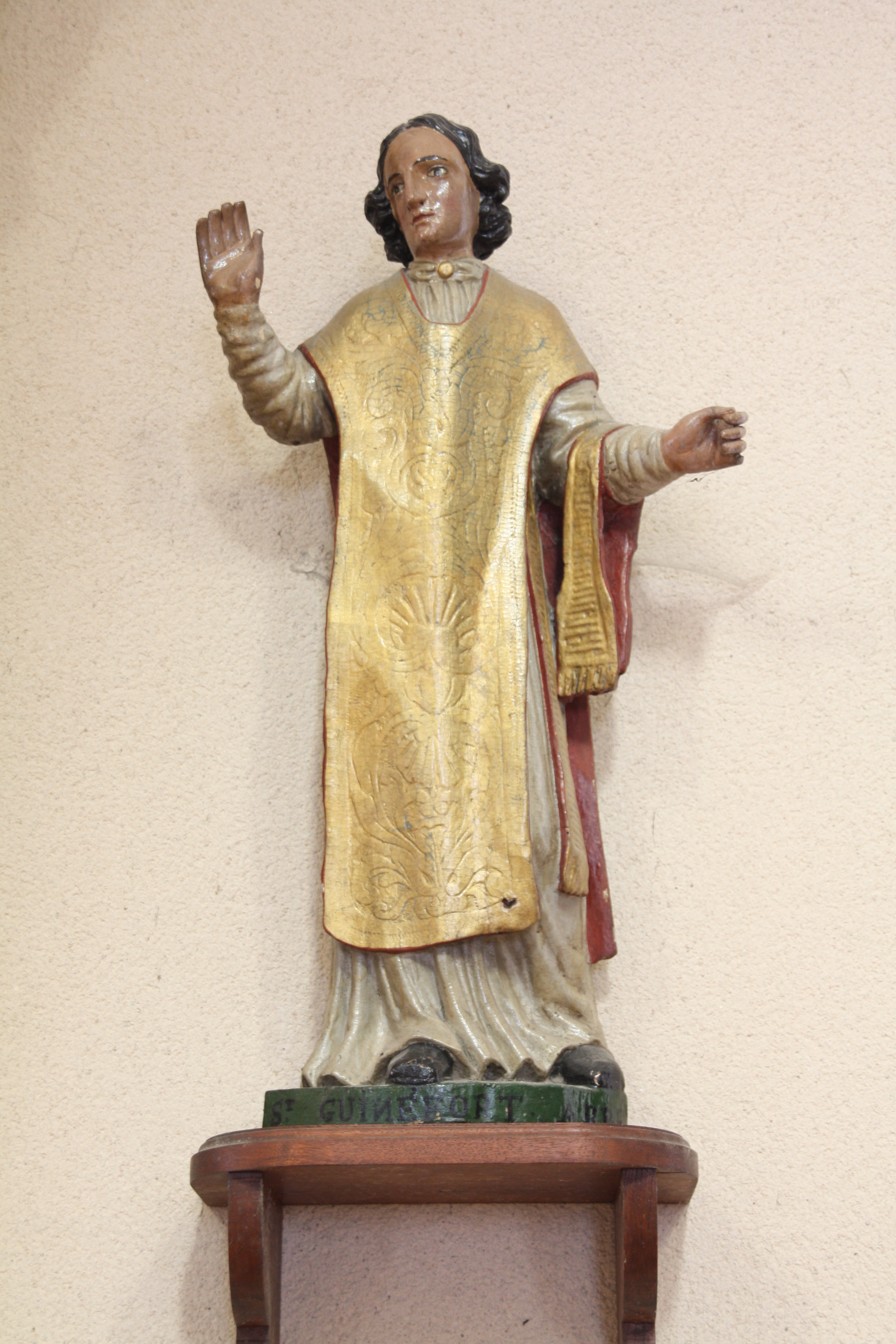
Статуя святого Гинфорта в церкви Нотр-Дам в коммуне Эриссон (Алье)

Почитание Гинфорта как святого сохранялось в течение нескольких веков вплоть до 1930 года, несмотря на неоднократные запреты со стороны Католической церкви. Письменно зафиксировано, что ещё в 1826 году сельский кюре просил разрешение построить часовню на месте, где процветал культ Гинфорта — собаки-покровителя больных детей, а в 70-е гг. XIX века лионским краеведом было установлено, что жители той же местности по-прежнему поклоняются святому Гинфорту.

## Историография
Средневековый текст Этьена де Бурбона, посвящённый Гинфорту, из его сборника «Исторические анекдоты, легенды и апологии» (Exemplum № 370) был известен учёным с середины XIX века. Свой пример он поместил в раздел суеверий — после ереси и отдельно от неё, как пример враждебности Богу, его церкви и религии.
Русский медиевист Л. П. Карсавин в своей докторской диссертации «Основы средневековой религиозности в XII—XIII вв., преимущественно в Италии» (1915 г.) писал, что несмотря на то, что почитатели Гинфорта искренне считали себя настоящими христианами, «религиозность лишь внешне прикрывалась ортодоксальной верой, живя и развиваясь под её кровом». По его мнению, эта история свидетельствует о том, как быстро и легко создавали святого или духа, как естественно и невольно конкретизировали метафизическую силу, не смущаясь тем, как к этому относится официальная церковь.
Однако внимание научной общественности к возникновению и существованию данного культа было привлечено монографией 1979 года французского медиевиста, представителя исторической антропологии Ж.-К. Шмитта (фр. Jean-Claude Schmitt) — «Святая борзая. Гинфор, целитель детей (начиная с XIII в.)». Ж.-К. Шмитт исследует исторические и географические аспекты существования этой легенды в индоевропейской и исторической литературе, применяя междисциплинарные методы. В результате историк использует текст Этьена де Бурбона в качестве источника по изучению мировоззрения средневековых людей. Верования и привычки сознания крестьянства обнаружили огромную сопротивляемость изменениям и вызвали противодействие со стороны церкви. По его мнению, если, согласно официальному христианству, между человеческим существом и животным пролегает столь же непроницаемая граница, как между человеком и ангелом или человеком и бесом, то в картине мира «народного христианства» эти грани нарушены и собака может оказаться святой. Свидетельством интереса к проблеме существования культа Гинфорта является то, что эта работа Шмитта приобрела большую популярность и была переиздана во Франции в 2004 году. Кроме того, она была переведена на семь языков: итальянский, немецкий, английский, испанский, шведский, эстонский, португальский.
Историк А. Я. Гуревич, при рассмотрении exempla в контексте их информативности к положению женщин и детей в средневековье, писал про историю, изложенную Этьеном де Бурбоном: «Помимо исключительного интереса, который представляет сочетание магического ритуала с легендой, „пример“ важен и как свидетельство материнской любви к новорождённым, озабоченности слабым здоровьем многих из них и магической практики, заменявшей медицину в деревне». По мнению составителей российского «Словаря средневековой культуры», феномен почитания Гинфорта возник в крестьянской среде и «представляет собой предельный случай своеобразного перетолкования и вульгаризации святости». В отличие от строгой иерархичности творений церкви, крестьянское сознание допускало возможность сближения святого с животным.

## В других культурах
История о Гинфорте является так называемым «бродячим» сюжетом мировой культуры, получившая известность под названием «Брахман и мангуст». Эта фабула находит многочисленные параллели в различных индоевропейских культурах и литературных традициях, обработках, географически широко распространена, имеет древние корни и сводится в основном к следующему: человек вступает в дружеский союз с каким-либо животным, которое оказывает ему огромную услугу, а он, первоначально не поняв этого, убивает своего помощника и спасителя, после чего начинает сожалеть о содеянном.
По-видимому, одна из древнейших из дошедших до нас письменных версий этой мифологемы, имеющая более древние фольклорные истоки, зафиксирована в санскритском литературном памятнике — «Панчатантра», который сложился к III—IV векам н. э. В пятой книге «Панчатантры» («Безрассудные поступки», рассказ первый) приводится следующая поучительная история: «Жил в одном селении брахман по имени Девашарман, жена которого родила сына и ихневмона. И, любя детей, она наравне с сыном ухаживала и за ихневмоном: кормила его грудью, умащивала, купала и всячески заботилась о нём». В их отсутствие к ним домой вползла чёрная змея, чтобы напасть на ребёнка, но мангуст спасает ребёнка, убив змею.
И затем, радуясь своей отваге, с залитым кровью ртом он вышел навстречу матери, чтобы та узнала о его поступке. А мать его, видя, что он подходит сильно возбуждённый и что рот его увлажнён кровью, подумала с обеспокоенным сердцем:

"Должно быть, этот злодей съел моего младенца" и, не размышляя, в гневе бросила в него кувшин с водой. Когда же, не обращая внимания на ихневмона, сразу лишившегося жизни от удара кувшином, она пришла к себе домой, то ребенок лежал на своем месте, а около ложа она увидела большого чёрного змея, разорванного на куски. Тогда, скорбя сердцем из-за безрассудного убийства сына-благодетеля, она стала бить себя в голову, грудь и другие места.
Этот сюжет получил в фольклористике название «Брахман и мангуст» (The Brahmin and the Mongoose) и в указателе сюжетов фольклорной сказки Аарне — Томпсона — Утера (АТУ) имеет номер 178А. В версии, изложенной в «Панчатантре», обращает на себя внимание значительная роль матери в развитии сюжета, ведь почитание Гинфорта в первую очередь связано с его почитанием со стороны матерей. В сборнике басен на санскрите в прозе и стихах «Хитопадеша», составленном в XII веке н. э., брахман Мандхав при сходных обстоятельствах опрометчиво убил палкой мангуста, спасшего оставленного одного дома ребёнка от нападения «Чёрной Кобры».
По-видимому, независимо от индийского нарратива другая версия этого «бродячего» сюжета была записана греческим историком и географом Павсанием, во II веке н. э. в своём знаменитом энциклопедическом античном путеводителе «Описание Эллады» (Фокида. Х, 33, 9-10). Так, при описании города Амфиклеи (Офитеи) он приводит местную топонимическую легенду:
...один из правителей, подозревая, что его враги злоумышляют против его маленького сына, положил его в большой сосуд и скрыл его в той части страны, где, по его убеждению, ребенок будет в безопасности. На ребенка хотел напасть волк, но дракон, обвившись вокруг сосуда, зорко его оберегал. Когда отец пришел за ребенком, считая, что дракон хочет причинить вред его сыну, он, пустив в него дротик, убил как дракона, так вместе с драконом и своего сына. Но, узнав из рассказов пастухов, что он убил своего благодетеля и сторожа своего сына, он устроил погребальный костёр одновременно и дракону и сыну. Они говорят, что это местечко до сих пор похоже на горящий костёр и что от имени этого дракона и город получил свое название Офитеи (Змеиный).
Следует отметить, что греческая версия значительно отличается от индийской: в ней змея (дракон) выступает в роли защитника, а не нападающей стороны, история заканчивается гибелью ребёнка, а также в развитии сюжета участвует волк, который присутствует в качестве персонажа в других вариациях этой темы.
Также этот сюжет («Canis») содержит французский псевдоисторический средневековый стихотворный «Роман о семи мудрецах» (стихи 1163—1380), имеющий восточное происхождение и послуживший основой для десятков переработок и переложений романа на других европейских языках (в том числе и на древнерусском), где эта история неизменно присутствует. Нравоучительную притчу мизогинной направленности рассказывает мудрец (день первый) с целью отсрочить казнь оклеветанного мачехой сына короля Веспасиана. У знатных родителей живущих во дворце в Риме был единственный сын, которого они оставили под присмотром трёх кормилиц, уйдя на празднества по случаю травли медведя. Также во дворце осталась годовалая борзая «небывалой красы». «Змей, что был прозван Сатаной», вылез из щели в стене и напал на мальчика, в схватке со змеем пёс победил, убив и разорвав его в «клочья», но и сам сильно пострадал при этом. Вернувшиеся родители узнают от убегающих нянек, которые боялись, что их привлекут к ответственности за недосмотр, что пёс, как они ошибочно решили, убил ребёнка. После этого отец, сгоряча не разобравшись, отсёк собаке голову мечом. Однако позже выясняется, что мальчик цел и невредим, а пёс защитил его от «злого супостата»:
Хозяин стал от горя шал,
Уныл и тяжко задышал:
Зачем расправился с собакой, 
Не разобравшись и без всякой 
Её вины, убив мечом,

Не виноватую ни в чём?
В стихотворном романе «Долопатос, или история о царе и семи мудрецах», примыкающем к циклу «Книги о семи мудрецах», также присутствует нарратив об ошибочно убитой собаке; история эта должна показать насколько опасны и несправедливы могут быть поспешные решения. 

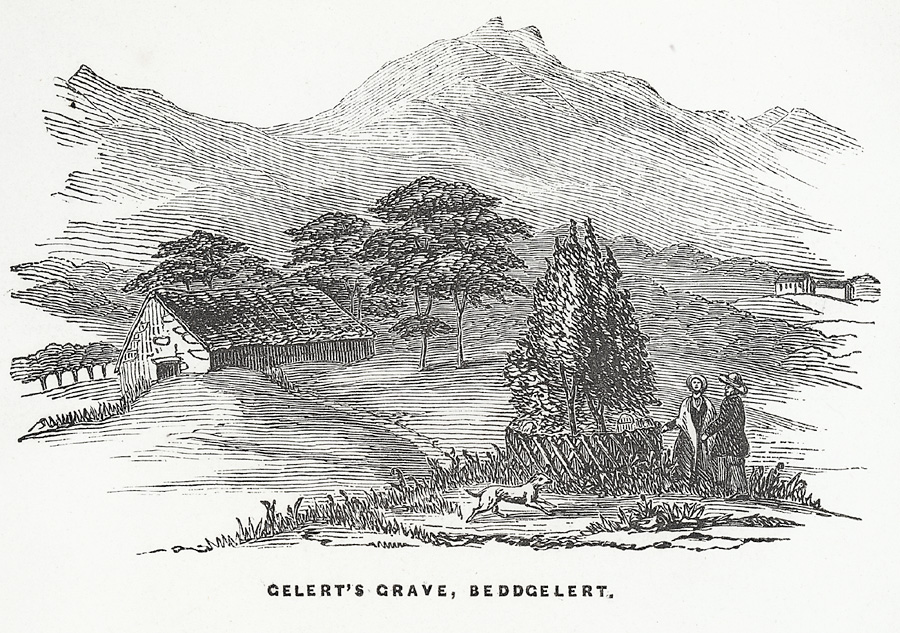
«Могила Гелерта» в округе Гуинет, на северо-востоке Уэльса, 1850 год

В известной валлийской легенде собака по кличке Гелерт принадлежала принцу (позднее правителю) королевства Гвинед — Лливелину ап Иорверту, которой он доверял охранять колыбель со своим маленьким сыном, когда отсутствовал. Однажды он ушёл охотиться и оставил Гелерта со своим маленьким сыном, а когда вернулся, увидел перевёрнутую колыбель и спящего Гелерта со следами крови. Лливелин подумал, что пёс растерзал его сына, достал свой меч и убил Гелерта. После этого он услышал плач сына, лежащего рядом с мёртвым волком. Тогда принц всё понял и со всеми почестями похоронил пса.
Британский этнограф и агиограф Сабин Бэринг-Гулд (Sabine Baring-Gould, 1834—1924) в своей книге «Мифы и легенды Средневековья» в главе «Пёс Гелерт» относит к этому сюжету также некоторые фольклорные сказки. Так, по его мнению, к этой традиции примыкает сказка братьев Гримм «Старый Султан» (нем. Der alte Sultan, KHM 48; согласно фольклорному классификатору ATU 101, 103, 104). Некий неблагодарный хозяин решил убить свою старую собаку по кличке Султан и советовался с женой, как это сделать. Султан подслушал этот разговор и пожаловался волку, который предложил план, в результате которого хозяин пожалеет своего пса. На следующий день, когда человек собирался на работу, волк сделал вид, что хочет утащить ребёнка из колыбели, при этом Султан атаковал его и спас малыша. План увенчался успехом, однако пёс и волк поссорились, из-за того что волк хотел безнаказанно причинять ущерб собственности хозяина пса. Народные сказки с близкими мотивами распространены по всей Европе. Например, в странах бывшего СССР известна украинская народная сказка «Серко» благодаря мультипликационному фильму «Жил-был пёс».
Российские составители каталога «Тематическая классификация и распределение фольклорно-мифологических мотивов по ареалам» приводят обновляемый список существования этого сюжета (по их классификации раздел H. — «Потерянный рай»; мотив 49 — «Убитый пёс стремился спасти ребёнка») в различных регионах и у народов, включающего в себя в настоящее время около пятидесяти традиций мира.

## Святой Гинфорт в массовой культуре
В 1987 году на экраны вышла французская кинолента «Монах и колдунья» (Le Moine et la sorcière), сюжет которой отображал споры вокруг святого Гинфорта, увиденные глазами брата Этьена де Бурбона, доминиканца-инквизитора.
Легенда о Святом Гинфорте стала одним из источников повести Кита Донахью «Похищенное дитя» (2006).
Главный герой трилогии Бернарда Корнуэлла «Арлекин», «Скиталец», «Еретик» — Томас из Хуктона — до определённого момента полушутя-полусерьёзно почитает святого Гинфорта, молится ему и носит на шее засушенную собачью лапу, которую он выдает за мощи святого Гинфорта.